# Lough Ree
Der Lough Ree (irisch Loch Rí) ist ein See im Zentrum Irlands.
Nach dem Lough Derg ist er der zweitgrößte und mittlere Hauptsee im Lauf des Shannon. Er ist zugleich einer der drei großen Seen, zu denen sich der Shannon in seinem Lauf weitet. Die beiden anderen Seen sind der Lough Allen im Norden und der Lough Derg im Süden. Daneben gibt es im Flusslauf des Shannon noch etliche kleinere Seen. Der See liegt eingebettet zwischen den Countys Longford, Westmeath und Roscommon.
Der Lough Ree ist bei Anglern und Bootfahrern beliebt. Erreichbar ist der Lough Ree von Athlone am Südende des Sees aus, wo sich ein Hafen befindet, der zum See führt. Am Nordende des Sees liegt der kleine Ort Lanesborough.
Im nördlichen Teil des Lough Ree liegt die Insel Inchcleraun (irisch Inis Cloithrinn), auf der sich die Überreste eines frühchristlichen Klosters sowie Kirchen befinden. Der Legende nach soll auf dieser Insel die mythische Königin Medb getötet worden sein und ihre Schwester Clothru eine Burg besessen haben. Etwa in der Mitte der Westseite des Lough Ree an dessen Engstelle zwischen dem nördlichen und südlichen See liegt Rindoon, eine geschichtsträchtige Halbinsel.
In der Umgebung des Sees finden sich viele sogenannte mushroom stones, das sind pilzförmige Kalksteinformationen, die durch Ausspülung durch das Wasser entstanden sind.
Saints Island liegt westlich von Ballymahon im Ostarm des Lough Ree im County Longford.